# Esenbeckia pentaphylla
Esenbeckia pentaphylla är en vinruteväxtart. Esenbeckia pentaphylla ingår i släktet Esenbeckia och familjen vinruteväxter.

## Underarter
Arten delas in i följande underarter:
- E. p. australensis
- E. p. belizensis
- E. p. pentaphylla